# Knittkuhl
Knittkuhl, Düsseldorf-Knittkuhl — dzielnica miasta Düsseldorf w Niemczech, w okręgu administracyjnym 7, w kraju związkowym Nadrenia Północna-Westfalia, w rejencji Düsseldorf.  